# Rodolfo Gil Benumeya
Rodolfo Gil Benumeya (Andújar, España, 5 de junio de 1901-Madrid, España, 31 de marzo de 1975), también llamado Rodolfo Gil Torres-Benumeya, fue un periodista, ensayista, historiador y arabista español.

## Biografía
Era hijo del escritor y senador Rodolfo Gil Fernández, y por parte de madre, miembro de una familia granadina de origen morisco, descendiente de Abd Allah Ibn Umayya o Luis de Córdoba y Válor, hermano del caudillo morisco Abén Humeya.
Estudió en el Colegio Alfonso XII de El Escorial y se licenció en filosofía y letras en la Universidad de Madrid (actual Complutense), donde fue alumno de los arabistas Julián Ribera y Miguel Asín Palacios. Amplió sus estudios en Argelia, París y Túnez, dedicándose a la investigación sobre temas de historia andalusí.
En 1925 fue enviado al Marruecos español  por el general Primo de Rivera, para dirigir un órgano de prensa española. Desde entonces estuvo vinculado a las instituciones del Protectorado Español de Marruecos. Fue profesor de arte hispano-musulmán y de historia de Marruecos en el Centro de Estudios Marroquíes de Tetuán, y después en el que sería el primer centro marroquí de enseñanza media, el Instituto Libre de Tetuán, dirigido por el líder nacionalista Abdelkhalek Torres. Fue también vicesecretario general de la Casa Universal de los Sefardíes, que presidía Ángel Pulido (1926-1932) y miembro de la redacción de las publicaciones Revista de Tropas Coloniales y Revista de la Raza, entre otras. Colaboró en La Gaceta Literaria. En 1930 contrajo matrimonio con Emilia Grimau, hermana del futuro dirigente del PCE Julián Grimau, con la que tuvo un hijo. Entre 1933 y 1934 formó parte de la redacción de la revista Maghreb, publicada en París por un grupo de jóvenes intelectuales nacionalistas de Túnez, Argelia y Marruecos, y fue en esos mismos años vicesecretario de la institución oficial Hogar Árabe o Asociación Hispano-Islámica. 
En 1936 fue enviado a El Cairo en misión cultural. Entre 1938 y 1940 fue profesor de estudios españoles en la Residencia de Estudiantes Marroquíes que había en El Cairo, así como colaborador de la Universidad de Al-Azhar. La capital de Egipto era entonces punto de reunión de exiliados de varios países árabes, y Rodolfo Gil Benumeya tuvo ocasión de conocer a personajes como Shakib Arslan o Abdelkrim al-Jattabi, líder de la sublevación rifeña de los años 20. En 1940 fue nombrado lector de español y árabe en Argel, y en 1942 se estableció definitivamente en Madrid, donde desarrolló su actividad profesional como miembro de la sección de Política Internacional del Instituto de Estudios Políticos, colaborador de la Oficina de Información Diplomática del Ministerio de Asuntos Exteriores español, así como colaborador también de las revistas Arbor y África del CSIC y de los informativos de Radio Nacional de España.
Conservó un estrecho vínculo con Marruecos y con Egipto, países en los que desempeñó misiones en varias ocasiones. Desde 1962 trabajó en el Despacho de Prensa de la embajada de la República Árabe Unida (cuando Egipto tenía dicha denominación durante su unión con Siria) en Madrid y en 1966 recibió la condecoración de la Orden de la República de la RAU. En 1970 recibió la condecoración española de comendador de la Orden de África.
Murió por causas repentinas en Madrid en 1975.

## El ideal andalucista
Rodolfo Gil Benumeya era nacionalista andaluz. En su concepción de la nación andaluza ocupaba un lugar de primer orden la reivindicación del legado andalusí y la memoria de los moriscos expulsados en el siglo XVII. Estos se habían establecido mayoritariamente en Marruecos, donde gran parte de sus descendientes reivindicaban aún su memoria, y para Gil Benumeya eran el máximo exponente de los vínculos históricos y culturales que unían ambas orillas del Estrecho de Gibraltar, a las que consideraba como un todo desde el punto de vista geográfico e histórico, separado artificialmente tras la desaparición de Al-Ándalus:

Es absolutamente imposible establecer una diferencia absoluta entre las dos palabras: España y Marruecos; marcar una línea de separación prescindiendo de todos los matices intermedios: españoles de abolengo marroquí y marroquíes de abolengo español; marroquíes que tienen la nacionalidad o la protección española; los llamados renegados españoles fundidos en la masa marroquí por un singular atavismo racial; moros de África que se llaman García, Carrasco, Molina, Ruiz, Aragón, Chamorro, Requena; peninsulares que ostentan los apellidos Medina, Albornoz, Alcántara, Merino, Marín o Checa; moros y españoles que proceden del mismo tronco andaluz y que se llaman Vargas, Venegas, Albeniz, Torres, Zegrí, Alcaraz, Ronda... mil matices escalonados entre los dos conceptos absolutos "español", "marroquí" y que reclaman imperiosamente un puesto de honor en la política africana.

Este modo de pensar le llevaba a moverse en una posición intermedia entre la colaboración con las instituciones del colonialismo español en Marruecos (que había hecho efectiva momentáneamente la unión de ambas orillas) y su simpatía por el nacionalismo marroquí. En una carta al líder nacionalista Ahmed Balafrej del 7 de julio de 1933, decía:

Es cierto que no soy marroquí, pero soy musulmán. [...] Soy ante todo andaluz, [...] y trabajo por España porque mi país forma en la actualidad parte de ella, con la esperanza de hacer que renazca la España árabe.

En los años 1950 formó parte del pequeño grupo de intelectuales españoles que, a modo de lobby, apoyaron las reivindicaciones nacionalistas que se producían en el norte de Marruecos, y que eran a la vez críticas con la colonización europea y con la voluntad de hegemonismo de los nacionalistas del sur, llegando incluso a diseñar un plan de independencia o federalismo para la zona del Protectorado español.
Su morisquismo militante tuvo mucha influencia en la principal figura del nacionalismo andaluz, Blas Infante, quien hizo suya la idea de que el destino de Andalucía estaba vinculado al de la otra orilla del estrecho de Gibraltar:

Más de un millón de hermanos nuestros, de andaluces expulsados inicuamente de su solar —las causas de los pueblos jamás prescriben— hay esparcidos desde Tánger a Damasco, según comunicaba hace un año uno de nuestros más esforzados paladines, el infatigable y culto Gil Benumeya. El recuerdo de la Patria [...] lejos de esfumarse, se aviva cada día. Ellos constituyen, con el reconocimiento de los pueblos fraternos, que los mantienen en su hospitalidad, la élite de la sangre y del espíritu de esos países. Yo he convivido con ellos, he sufrido con ellos, he aspirado con ellos la esperanza de nuestra común redención porque esta redención o será común o no será nunca.

Gil Benumeya se libró de la represión desatada contra el nacionalismo andaluz a raíz de la guerra civil española porque esta le sorprendió en El Cairo. Tras la contienda, trató de defender lo esencial de sus ideas dentro de los márgenes que permitía el régimen de Francisco Franco.
En muchas ocasiones, el nombre de este autor se confunde con el de su hijo Rodolfo Gil Grimau, también escritor y arabista, que firmó algunos de sus trabajos como Rodolfo Gil Benumeya Grimau.

## Obras principales
- Cartilla del español en Marruecos (1925)
- Mediodía: Introducción a la historia andaluza (1929)
- Marruecos andaluz (1942)
- Tánger por el Jalifa. Reportaje gráfico de Nicolás Muller (1944)
- Estampas marroquíes: Cien fotografías de Nicolás Muller (1945)
- Relaciones y nexos de la Iglesia católica con el mundo árabe (1947)
- Las tendencias modernas del Islam en un libro del profesor H.A.R. Gibb (1950)
- Política y partidos políticos en Egipto (1950)
- Historia de la política árabe (1951)
- Hispanidad y arabidad (1952)
- Panorama del mundo árabe (1952)
- Andalucismo africano (1953)
- España Tingitana (1955)
- España y el mundo árabe (1955)
- España dentro de lo árabe (1964)
- Osio, obispo de Córdoba (1964)
- Claroscuro andaluz (1966)
- Ni Oriente, ni Occidente: el Universo visto desde el Albayzín [s.a.] (reeditado en 1996)